# Paracentromedon matikuku
Paracentromedon matikuku är en kräftdjursart som först beskrevs av Lowry och Stoddard 1983.  Paracentromedon matikuku ingår i släktet Paracentromedon och familjen Lysianassidae. Inga underarter finns listade i Catalogue of Life.